# Abutilon megapotamicum
La linterna china (Abutilon megapotamicum) es una especie de Abutilon originaria de Argentina, Brasil y Uruguay.

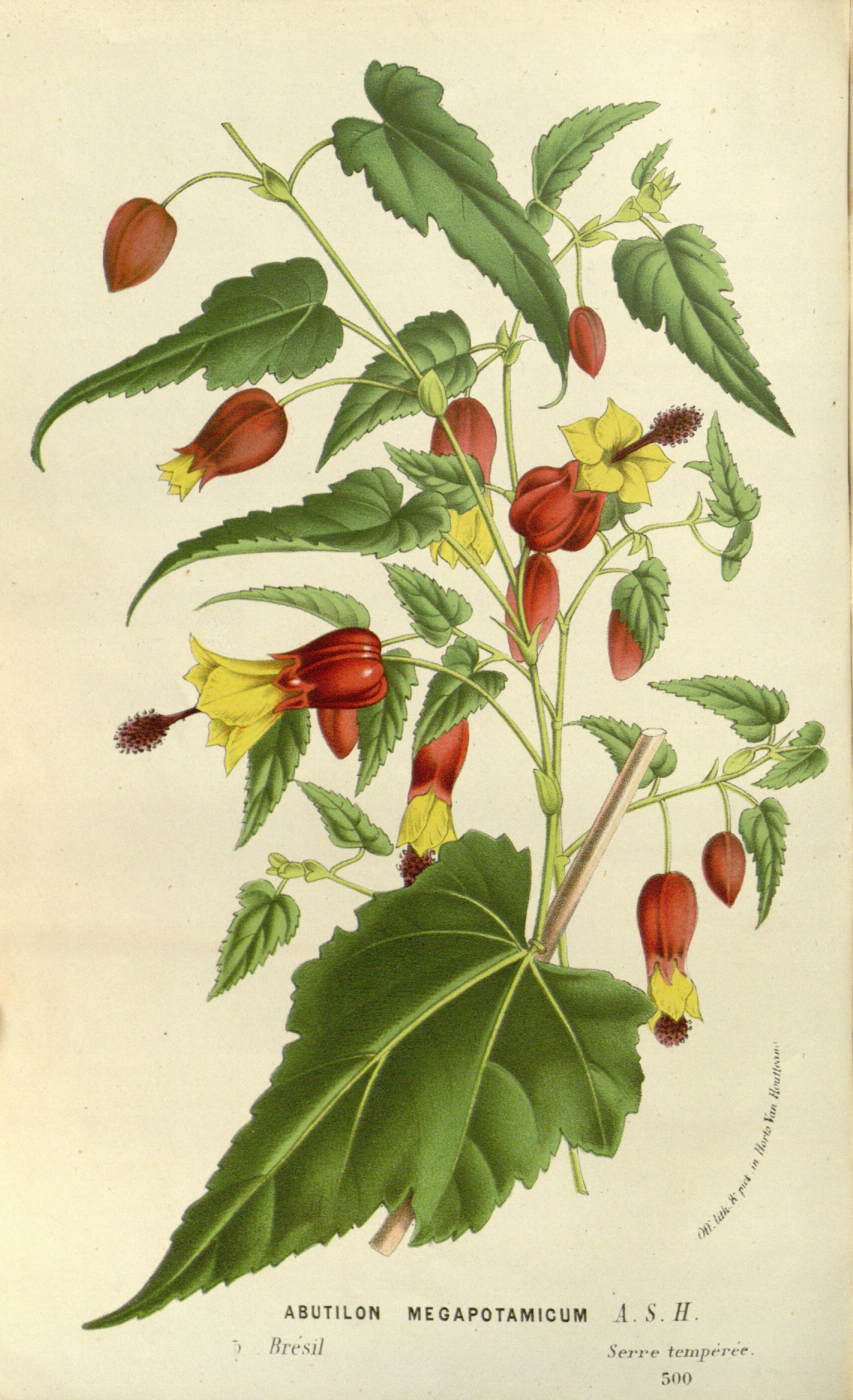
Ilustración

## Descripción
Es un arbusto de hasta 2.5 m de altura, con hojas de  5-8 cm de largo, ovadas a suavemente trilobadas.  Flores tubulares naranja amarillentas con la base del tubo rojiza, con 5 pétalos de 4 cm de largo y cáliz acampanado formado por 5 sépalos de color rojo.

## Usos
Es una planta ornamental popular en jardines subtropicales.

## Taxonomía
Abutilon megapotamicum fue descrita por (A.Spreng.) A.St.-Hil. & Naudin y publicado en Annales des Sciences Naturelles; Botanique, sér. 2 18: 49. 1842.
Etimología
Abutilon: nombre genérico que podría derivar del árabe abu tilun,  nombre de la "malva índica".
megapotamicum: epíteto derivado del griego μέγας mégas, grande y ποτᾰμός potamόs, rio: originario de la región de Rio Grande en Brasil.
Sinonimia
Abutilon vexillarium E.Morren
Periptera megapotamica (Sprengel) G.Don
Sida megapotamica Sprengel basónimo
Abutilon inflatum Garcke & K.Schum.
Sida leopoldii Voss